# Mazaye
Mazaye település Franciaországban, Puy-de-Dôme megyében. Lakosainak száma 708 fő (2022. január 1.). Mazaye Ceyssat, Gelles, Olby, Saint-Ours, Saint-Pierre-le-Chastel és Saint-Pierre-Roche községekkel határos.

## Népesség
A település népességének változása:
| Lakosok száma | 717  | 723  | 741  | 723  | 720  | 716  | 707  | 702  | 708  |
|               | 2013 | 2015 | 2016 | 2017 | 2018 | 2019 | 2020 | 2021 | 2022 |